# Брейдорпе
Брейдорпе (нід. Brijdorpe) — селище в нідерландській провінції Зеландія. Входить до муніципалітету Схаувен-Дьойвеланд. Наразі у ньому нараховується близько 20 будинків.
До 1813 року мало статус окремого муніципалітету.